# Bayern Munich (féminines)
Maillots
La section féminine du Bayern Munich est un club allemand féminin de football. Il évolue actuellement en Frauen-Bundesliga.
Après des années fastes en 1970, l'équipe connaît une période de creux dans les années 1990. Aujourd'hui c'est une sorte de renaissance que l'équipe vit après sa promotion en Bundesliga féminine. Nadine Angerer et Petra Wimbersky sont des internationales allemandes qui sont passées par la section féminine du Bayern Munich.

## Histoire
La section féminine du Bayern est créée en 1970, soit 70 après la section masculine. C'est une des premières équipes féminines à se mettre en place après que la fédération allemande ait levé l'interdiction pour les femmes de jouer au football.
Le club atteint sa première finale de championnat d'Allemagne en 1975. La saison suivante, le Bayern, emmené par la future internationale Sissy Raith, décroche son premier titre national en dominant le Tennis Borussia Berlin en finale (4-2 a. p.). Les Bavaroises joueront encore trois finales, en 1979, 1982 et 1985, qu'elles perdront toutes. Elles atteignent ensuite la finale de coupe d'Allemagne en 1988 et 1990, mais sont défaites à chaque fois.
En 1990, la Bundesliga féminine est créée, et le Bayern fait partie des équipes fondatrices. Les Munichoises disputent deux saisons dans l'élite avant d'être reléguées en Ligue bavaroise (Bayernliga). Le Bayern Munich est alors dominé sur la scène régionale par le Wacker Munich.
Après une dizaine d'années en deuxième division, le Bayern obtient sa promotion en Bundesliga en 2000 et fait son retour dans l'élite.
Lors de la saison 2008-2009, le Bayern termine à la deuxième place du championnat. Il n'est devancé que d'un but au goal average par le Turbine Potsdam. Cette deuxième place permet cependant au club de découvrir la Ligue des champions.
Le Bayern remporte sa première coupe d'Allemagne en 2012 en battant le FFC Francfort 2-0. Munich apparaît alors comme une place émergente du football féminin allemand, dominé à l'époque par Potsdam et Francfort.
En 2015, presque 40 ans après son premier titre de champion d'Allemagne, le Bayern est à nouveau sacré. Le club ne dépasse le tenant du titre Wolfsburg qu'à la dernière journée, et l'emporte pour un seul point. Alors que leurs homologues ont aussi remporté le titre, le Bayern Munich devient le premier club à réaliser le doublé hommes-femmes en Bundesliga Les Bavaroises conservent leur trophée la saison suivante. Lors de la saison 2020-2021, le club bavarois remporte à nouveau le championnat après 4 ans de disette face à son rival du VfL Wolfsburg. Depuis 2015, le duo Bayern-Wolfsburg a pris la place de Potsdam et Francfort au sommet du football féminin allemand.
Le 22 mars 2022, les joueuses du Bayern jouent pour la première fois à l'Allianz Arena, le stade principal du club, à l'occasion du quart de finale aller de Ligue des champions contre le Paris Saint-Germain. Devant 13 000 spectateurs, les Munichoises s'inclinent 2-1.

## Palmarès
- Championnat d'Allemagne :
  - Champion (7) : 1976, 2015, 2016, 2021, 2023, 2024 et 2025
  - Vice-champion (11) : 1973 (non-officiel), 1975, 1979, 1982, 1985, 2009, 2017, 2018, 2019, 2020 et 2022
- Coupe d'Allemagne :
  - Vainqueur (2) : 2012 et 2025
  - Finaliste (3) : 1988, 1990, 2018
- Coupe de la ligue allemande :
  - Vainqueur (1) : 2011
- Supercoupe d'Allemagne
  - Vainqueur (1) : 2024
- Emirates Cup (Tournoi amical)
  - Vainqueur : 2019.
- Women's French Cup (Tournoi amical)
  - Vainqueur : 2021, 2022
- The Women's Cup  (Tournoi amical)
  - Finaliste : 2021

## Galerie

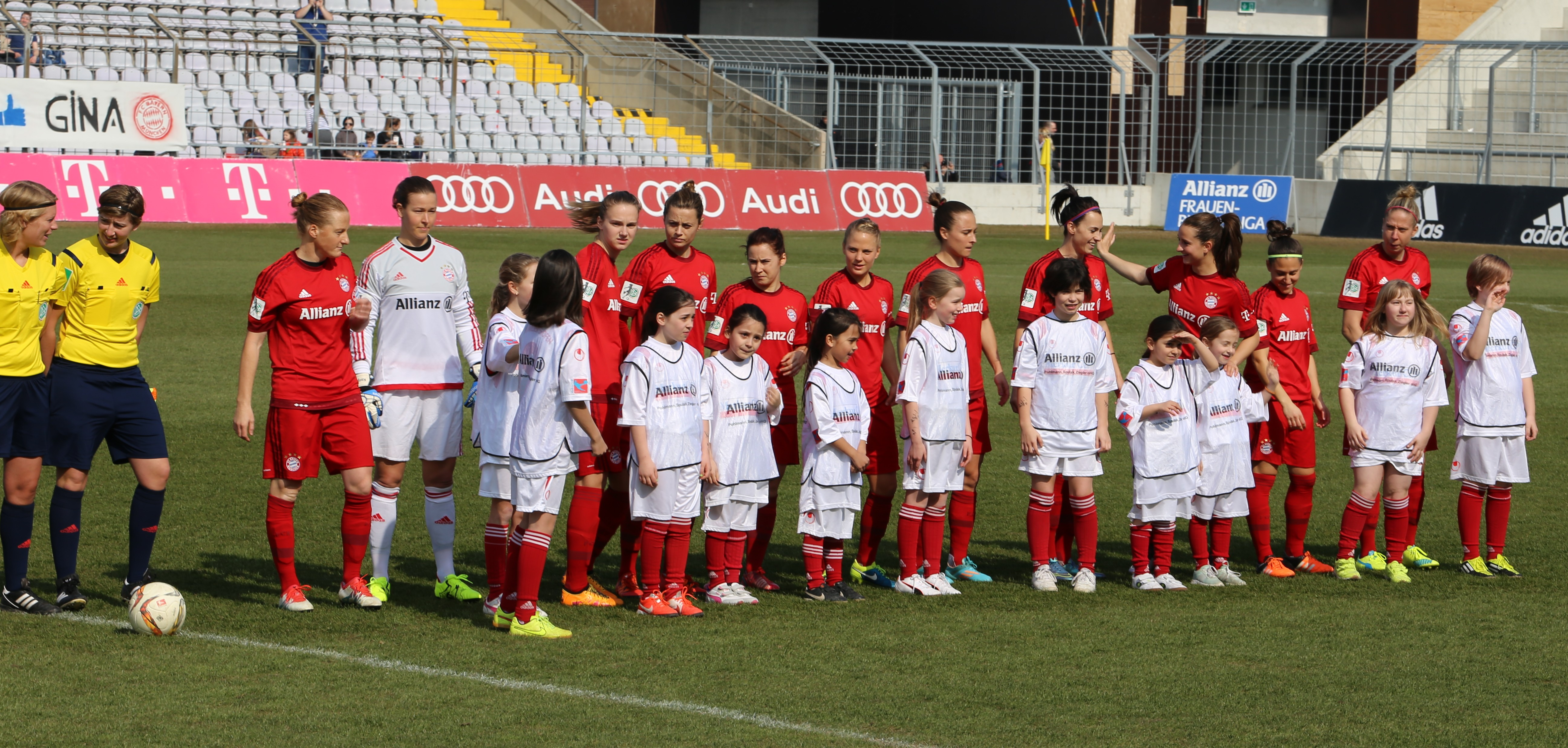
2015-2016.
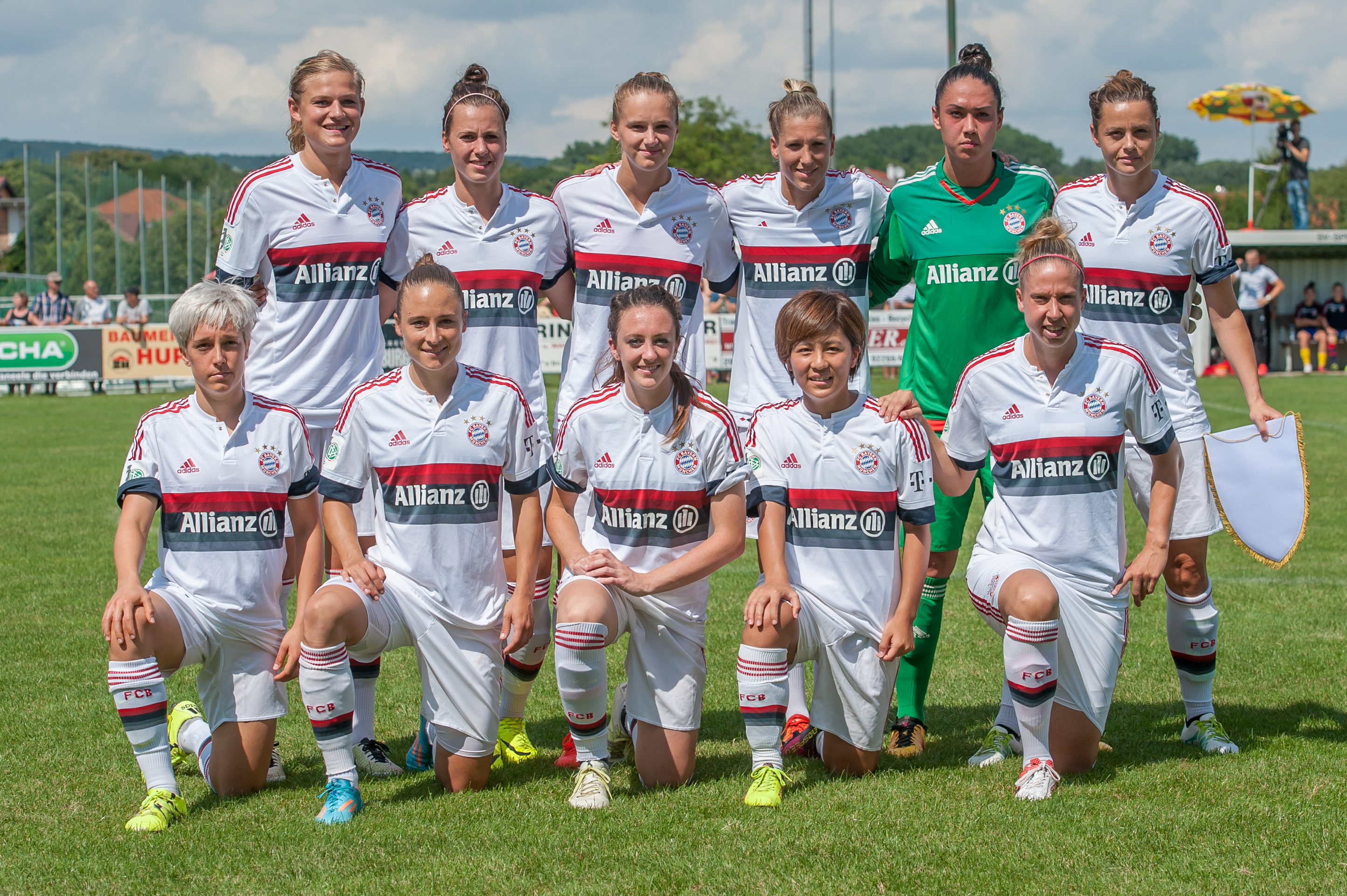
2016-2017.
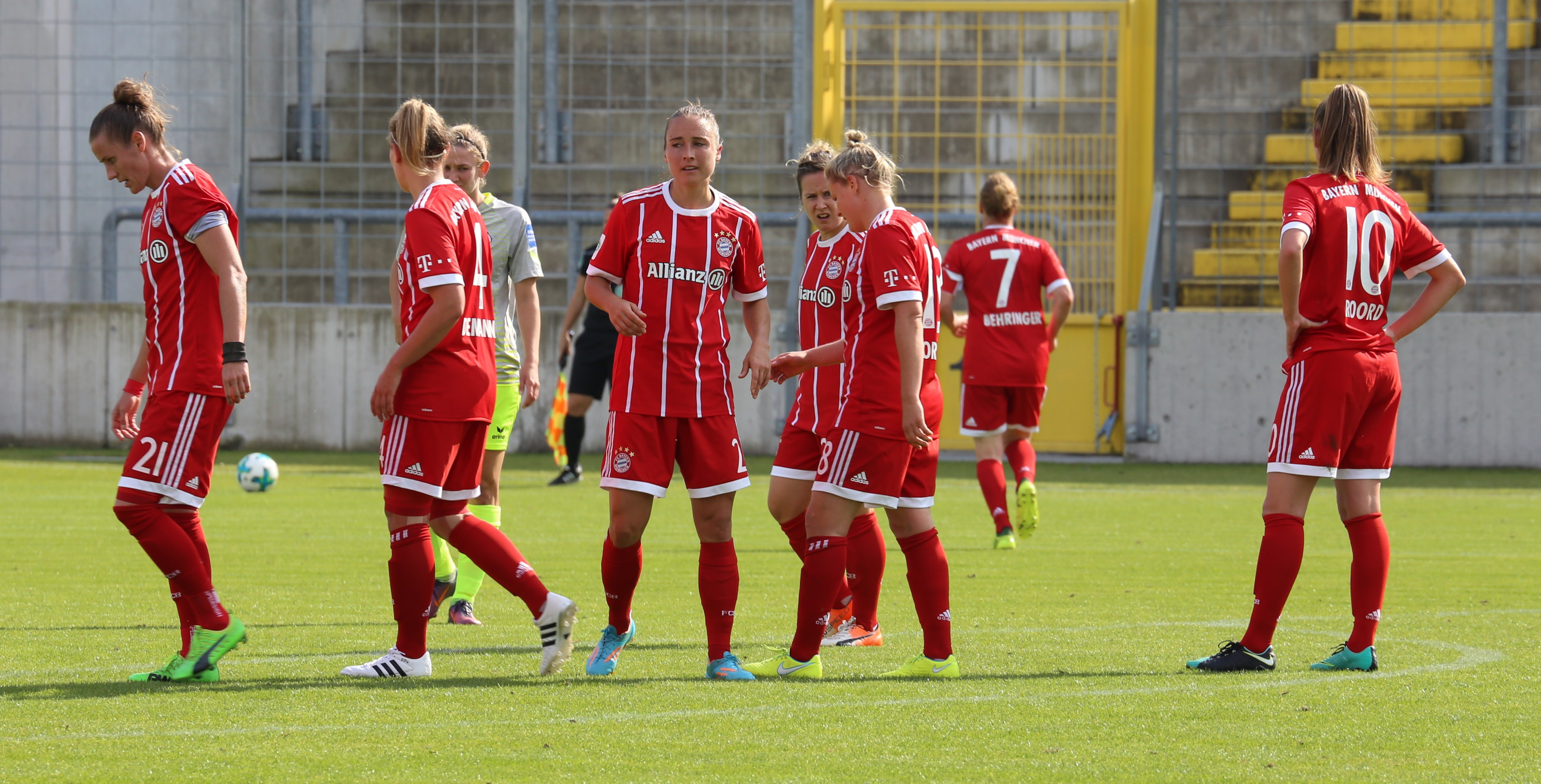
2017-2018.
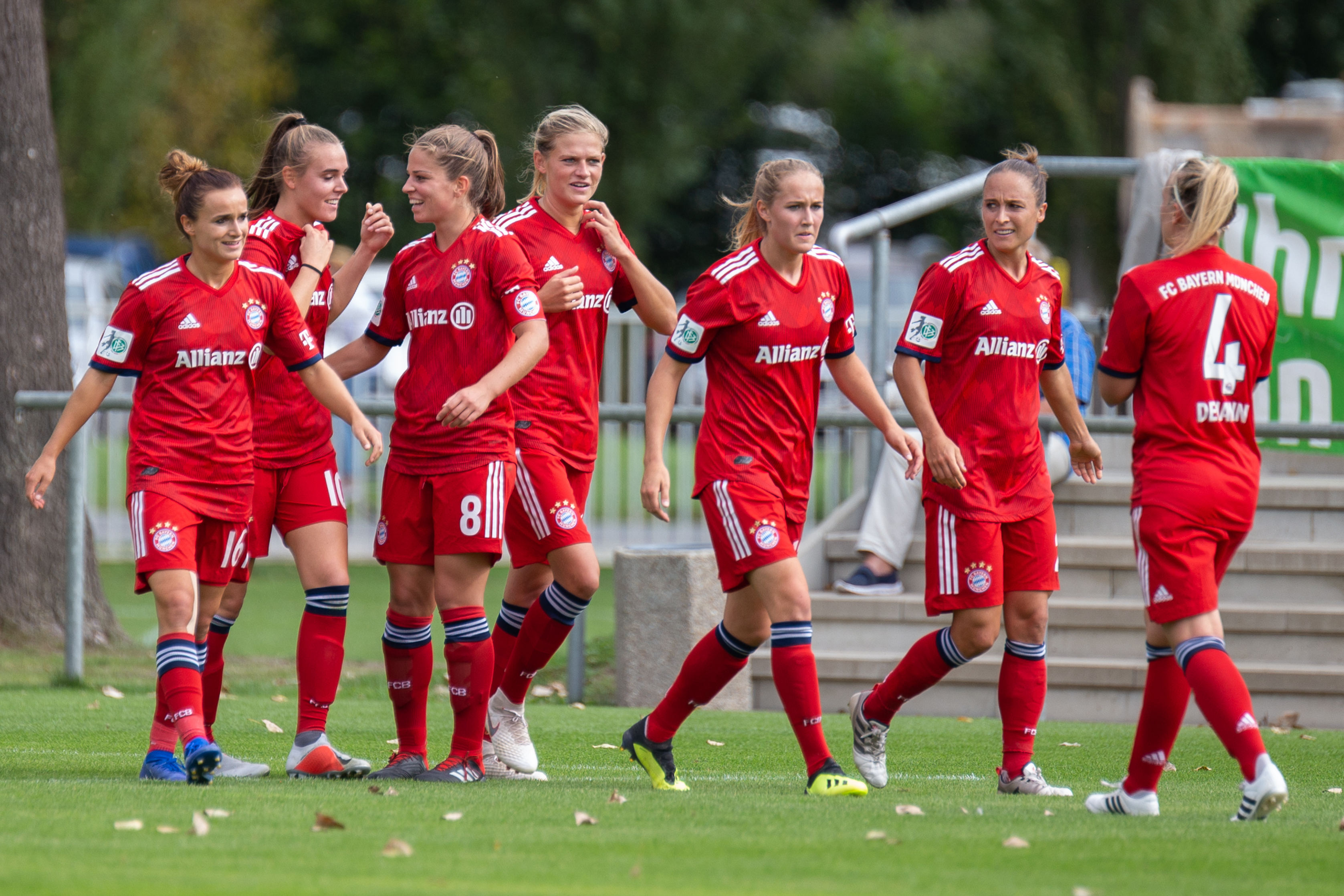
2018-2019.
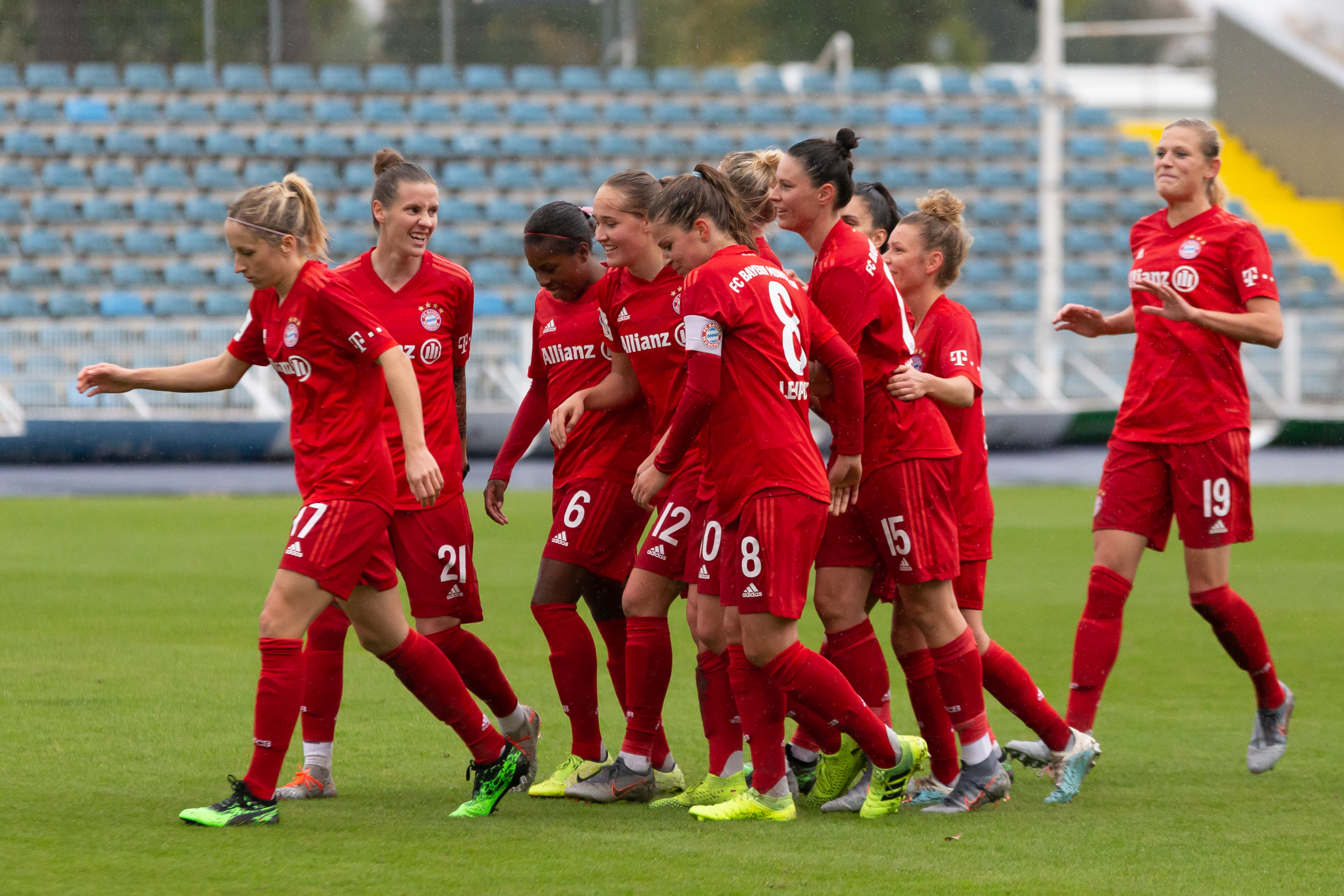
2019-2020.

## Effectif actuel

### Joueuses prêtées
Le tableau suivant liste les joueuses en prêt pour la saison 2023-2024.
| \| N° \| P. \| Nat. \| Nom \| Date de naissance \| Sélection \| Club en prêt \| \| \| 14 \| D \| \| Emilie Bragstad \| 16/12/2001 (23 ans) \| Norvège \| Bayer 04 Leverkusen \| \| \| 23 \| M \| \| Karólína Lea Vilhjálmsdóttir \| 08/08/2001 (23 ans) \| Islande \| Bayer 04 Leverkusen \| \| \| 999 \| \| \| Natalia Padilla Bidas \| 06/11/2002 (22 ans) \| Pologne \| 1. FC Cologne \| \| \| 999 \| M \| \| Momoko Tanikawa \| 07/05/2005 (20 ans) \| Japon \| FC Rosengård \| \| |    |                       |                              |                     |           |                     |  |
| N° | P. | Nat.                  | Nom                          | Date de naissance   | Sélection | Club en prêt        |  |
| 14 | D  | Drapeau de la Norvège | Emilie Bragstad              | 16/12/2001 (23 ans) | Norvège   | Bayer 04 Leverkusen |  |
| 23 | M  | Drapeau de l'Islande  | Karólína Lea Vilhjálmsdóttir | 08/08/2001 (23 ans) | Islande   | Bayer 04 Leverkusen |  |
| 999 |    | Drapeau de la Pologne | Natalia Padilla Bidas        | 06/11/2002 (22 ans) | Pologne   | 1. FC Cologne       |  |
| 999 | M  | Drapeau du Japon      | Momoko Tanikawa              | 07/05/2005 (20 ans) | Japon     | FC Rosengård        |  |

| N°  | P. | Nat.                  | Nom                          | Date de naissance   | Sélection | Club en prêt        |  |
| 14  | D  | Drapeau de la Norvège | Emilie Bragstad              | 16/12/2001 (23 ans) | Norvège   | Bayer 04 Leverkusen |  |
| 23  | M  | Drapeau de l'Islande  | Karólína Lea Vilhjálmsdóttir | 08/08/2001 (23 ans) | Islande   | Bayer 04 Leverkusen |  |
| 999 |    | Drapeau de la Pologne | Natalia Padilla Bidas        | 06/11/2002 (22 ans) | Pologne   | 1. FC Cologne       |  |
| 999 | M  | Drapeau du Japon      | Momoko Tanikawa              | 07/05/2005 (20 ans) | Japon     | FC Rosengård        |  |

## Personnalités du club

### Entraîneur(se)s
- Karl-Heinz Mainz : 1970-1971
- Fritz Bank : 1971-1976
- Stephan Deischl : 1979
- Inge Mayerhofer (de) : 1982-1985
- Cornelia Doll (en) : 1987-1991
- Dagmar Uebelhör (en) : 1992-1996
- Burkhard Kagelmann : 1996-1998
- Peter König : 1998-2004
- Sissy Raith (en) : 2004-2008
- Günther Wörle (de) : 2008-2010
- Thomas Wörle (en) : 2010-2019
- Jens Scheuer (de) : 2019-2022
- Alexander Straus (de) : 2022-2025

- José Barcala : depuis juillet 2025

### Joueuses emblématiques

#### Joueuses les plus capées
La joueuse ayant disputé le plus de matches avec le Bayern Munich depuis la saison 2000-2001 est la défenseure autrichienne Carina Wenninger, qui est apparue 296 fois sous le maillot bavarois. En championnat, elle compte toutefois une apparition de moins que la défenseure suisse Sandra de Pol (223 matches).
| Rang | Joueuses              | Période             | Championnat | Coupe | Europe | Total |
| 1re  | → Carina Wenninger    | 2008-2023           | 222         | 39    | 35     | 296   |
| 2e   | Sandra de Pol (de)    | 2000-2013           | 223         | 8     | 4      | 235   |
| 3e   | Vanessa Bürki         | 2006-2017           | 176         | 18    | 4      | 198   |
| 4e   | Tanja Wörle (de)      | 2000-2005 2008-2013 | 165         | 2     | 4      | 171   |
| 5e   | Katharina Baunach     | 2006-2017           | 136         | 11    | 9      | 156   |
| 6e   | Viktoria Schnaderbeck | 2010-2018           | 131         | 17    | 5      | 153   |
| 7e   | Nina Aigner (de)      | 2001-2011           | 138         | 2     | 3      | 143   |
| 8e   | Melanie Behringer     | 2008-2010 2014-2019 | 114         | 12    | 11     | 137   |
| 9e   | Lina Magull           | 2018-               | 85          | 14    | 31     | 130   |
| 10e  | Lineth Beerensteyn    | 2017-2022           | 87          | 13    | 29     | 129   |

#### Meilleures buteuses
L'Autrichienne Nina Aigner est la meilleure buteuse du Bayern Munich depuis la saison 2000-2001, avec 88 réalisations. En Ligue des champions cependant, c'est la Suissesse Vanessa Bürki qui mène le classement avec 11 buts, soit un de plus que l'Allemande Lea Schüller.
| Rang | Joueuses            | Période             | Championnat | Coupe | Europe | Total |
| 1re  | Nina Aigner (de)    | 2001-2011           | 84          | 3     | 1      | 88    |
| 2e   | Vanessa Bürki       | 2006-2017           | 54          | 5     | 11     | 60    |
| 3e   | Lea Schüller        | 2020-               | 38          | 9     | 10     | 57    |
| 4e   | Vivianne Miedema    | 2014-2017           | 35          | 8     | 8      | 51    |
| 5e   | Mandy Islacker      | 2008-2010 2017-2020 | 39          | 5     | 6      | 50    |
| 6e   | Pavlína Ščasná (de) | 2003-2006           | 45          | 0     | 0      | 45    |
| 7e   | Julia Simic (de)    | 2005-2013           | 35          | 3     | 7      | 45    |
| 8e   | Sarah Hagen (de)    | 2012-2014           | 30          | 13    | 0      | 43    |
| 9e   | Linda Dallmann      | 2019-               | 28          | 4     | 8      | 40    |
| 10e  | Jovana Damnjanović  | 2017-               | 25          | 9     | 6      | 40    |

## Parcours en Coupe d'Europe
La réforme de la Coupe d'Europe en 2009 avec la création de la Ligue des Champions féminine permet au Bayern Munich de se qualifier pour la première fois de son histoire pour une compétition européenne, grâce à sa deuxième place en Bundesliga. Toutefois, le club devra ensuite attendre son titre national de 2015 pour retrouver l'Europe, et n'a plus quitté la compétition depuis. À noter que le Bayern Munich a été éliminé à chacune de ses confrontations avec un club français.
| Saison    | Tour                      | Adversaire               | Aller  | Retour | Score total |
| --------- | ------------------------- | ------------------------ | ------ | ------ | ----------- |
| 2009-2010 | Tournoi de qualification  | Glasgow City LFC         | 5 - 2  | 5 - 2  | 5 - 2       |
| 2009-2010 | Tournoi de qualification  | FC Norchi Dinamo Tbilisi | 19 - 0 | 19 - 0 | 19 - 0      |
| 2009-2010 | Tournoi de qualification  | FK Gintra Universitetas  | 0 - 8  | 0 - 8  | 0 - 8       |
| 2009-2010 | 1/16 finale               | VFC Szombathely          | 0 - 5  | 4 - 2  | 9 - 2       |
| 2009-2010 | 1/8 finale                | Montpellier HSC          | 0 - 0  | 0 - 1  | 0 - 1       |
| 2015-2016 | 1/16 finale               | FC Twente                | 1 - 1  | 2 - 2  | 3 - 3 e     |
| 2016-2017 | 1/16 finale               | Hibernian Ladies FC      | 0 - 6  | 4 - 1  | 10 - 1      |
| 2016-2017 | 1/8 finale                | WFC Rossiyanka           | 4 - 0  | 0 - 4  | 8 - 0       |
| 2016-2017 | 1/4 finale                | Paris Saint-Germain      | 1 - 0  | 4 - 0  | 1 - 4       |
| 2017-2018 | 1/16 finale               | Chelsea LFC              | 1 - 0  | 2 - 1  | 2 - 2 e     |
| 2018-2019 | 1/16 finale               | Spartak Subotica         | 0 - 7  | 4 - 0  | 11 - 0      |
| 2018-2019 | 1/8 finale                | FC Zürich Frauen         | 0 - 2  | 3 - 0  | 5 - 0       |
| 2018-2019 | 1/4 finale                | Slavia Prague            | 1 - 1  | 5 - 1  | 6 - 2       |
| 2018-2019 | 1/2 finale                | FC Barcelone             | 0 - 1  | 1 - 0  | 0 - 2       |
| 2019-2020 | 1/16 finale               | Kopparbergs/Göteborg FC  | 1 - 2  | 0 - 1  | 2 - 2 e     |
| 2019-2020 | 1/8 finale                | BIIK Kazygurt            | 0 - 5  | 2 - 0  | 7 - 0       |
| 2019-2020 | 1/4 finale                | Olympique Lyonnais       | 1 - 2  | 1 - 2  | 1 - 2       |
| 2020-2021 | 1/16 finale               | Ajax Amsterdam           | 1 - 3  | 3 - 0  | 6 - 1       |
| 2020-2021 | 1/8 finale                | BIIK Kazygurt            | 1 - 6  | 3 - 0  | 9 - 1       |
| 2020-2021 | 1/4 finale                | FC Rosengård             | 3 - 0  | 0 - 1  | 4 - 0       |
| 2020-2021 | 1/2 finale                | Chelsea FCW              | 2 - 1  | 4 - 1  | 3 - 5       |
| 2021-2022 | Phase de groupes          | Olympique lyonnais       | 2 - 1  | 1 - 0  | 2e (13 pts) |
| 2021-2022 | Phase de groupes          | BK Häcken                | 4 - 0  | 1 - 5  | 2e (13 pts) |
| 2021-2022 | Phase de groupes          | Benfica Lisbonne         | 0 - 0  | 4 - 0  | 2e (13 pts) |
| 2021-2022 | 1/4 finale                | Paris Saint-Germain      | 1 - 2  | 2 - 2  | 3 - 4       |
| 2022-2023 | 2e tour de qualifications | Real Sociedad            | 0 - 1  | 3 - 1  | 4 - 1       |
| 2022-2023 | Phase de groupes          | FC Rosengård             | 2 - 1  | 0 - 4  | 2e (15 pts) |
| 2022-2023 | Phase de groupes          | Benfica Lisbonne         | 2 - 3  | 2 - 0  | 2e (15 pts) |
| 2022-2023 | Phase de groupes          | FC Barcelone             | 3 - 0  | 3 - 1  | 2e (15 pts) |
| 2022-2023 | 1/4 finale                | Arsenal                  | 1 - 0  | 2 - 0  | 1 - 2       |
| 2023-2024 | Phase de groupes          | AS Rome                  | 2 - 2  | 2 - 2  | 3e (7 pts)  |
| 2023-2024 | Phase de groupes          | Paris Saint-Germain      | 0 - 1  | 2 - 2  | 3e (7 pts)  |
| 2023-2024 | Phase de groupes          | Ajax Amsterdam           | 1 - 1  | 1 - 0  | 3e (7 pts)  |

## Rivalités
Le Bayern entretient une rivalité avec le VfL Wolfsburg, l'autre équipe phare du championnat allemand depuis les années 2010. Les deux équipes, qui ont émergé parmi les meilleures d'Allemagne dans les années 2000, se partagent tous les titres depuis 2013, et leurs duels sont les principales affiches de Bundesliga,.